# Аджамов, Озман Маджитович
Аджамов Озман Маджитович (родился 09 апреля 2000 г., Тамбов, Россия) — российский дзюдоист и самбист езидского происхождения. Чемпион Кубка России по дзюдо 2023 г. Мастер спорта России. Выступает в весовой категории до 73 кг.

## Биография
Озман родился 09 апреля 2000 года в Тамбове. В 7 лет он посетил свои первые тренировки по дзюдо. Его первым тренером в начале карьеры стал Говоров Александр Михайлович. В 2016 году переехал в Москву, где начал тренироваться под руководством Дмитрия Кабанова и Дмитрия Богатырева.

## Спортивная карьера
Первые награды пришли Озману в 2016 году, когда спортсмен стал победителем межрегионального турнира Центрального федерального округа России по дзюдо среди юношей и девушек до 18 лет, на котором проходил отбор на первенство страны в Оренбурге (юноши и девушки до 18 лет).  В том же 2016 году Аджамов Озман стал 5 на Всероссийских соревнованиях памяти В.С. Черномырдина в г. Оренбург, проиграв борьбу за бронзовую медаль.  В 2016 году Аджамов переехал в Москву, а в 2019 году спортсмен стал победителем Первенства Москвы в весовой категории до 66 кг.  Первый взрослый результат Аджамов Озман показал в 2022 году на Чемпионате Москвы по дзюдо, где взял серебро в весовой категории до 66 кг.  . В следующем 2023 году на Чемпионате Москвы по дзюдо спортсмен взял бронзу в весовой категории до 73 кг. . Однако несмотря на бронзу на Чемпионате Москвы, 2023 год закончился для спортсмена удачно - на Кубке России по дзюдо 2023 г., проходившем в Нижнем Новгороде, Аджамову не было равных: в финале он взял вверх над спортсменом из Тюменской области Санаа Буян-херел. . На командном Чемпионате России 2022 года, который прошел в Екатеринбурге, Аджамов Озман стал чемпионом в составе команды Москвы в противостоянии против команды Санкт-Петербурга. . На командном Чемпионате России 2021 года, который прошел в Майкопе, Аджамов Озман стал вице-чемпионом в командном противостоянии против команды Уральского Федерального округа.  В командном Чемпионате России 2024 года, проходившем в Сириусе, он завоевал бронзу также в составе команды Москвы. .

## Спортивные достижения
- - Кубок России по дзюдо 2023 (73 кг) —  [11]
  - Чемпионат Москвы по дзюдо 2022 (66 кг)  — 
  - Чемпионат Москвы по дзюдо 2023 (73 кг) —

## Личная жизнь
Проживает в Москве. Студент педагогического факультета Тамбовского государственного университета им. Г.Р. Державина.